# 1.º Grupo de Aviação de Caça
O 1.º Grupo de Aviação de Caça (1.º GAvCa), ou simplesmente Jambock, muito conhecido na cultura popular pelo seu grito de guerra, Senta a Púa!, é o primeiro grupo de aviação de caça da Força Aérea Brasileira, notório por ter participado da Segunda Guerra Mundial na Campanha da Itália e na Campanha do Atlântico Sul. Foi criada pelo primeiro Ministro da Aeronáutica, Salgado Filho, pelo Major Nero Moura, pelo engenheiro aeronáutico e Major Faria Lima.

## História

### Criação do grupo

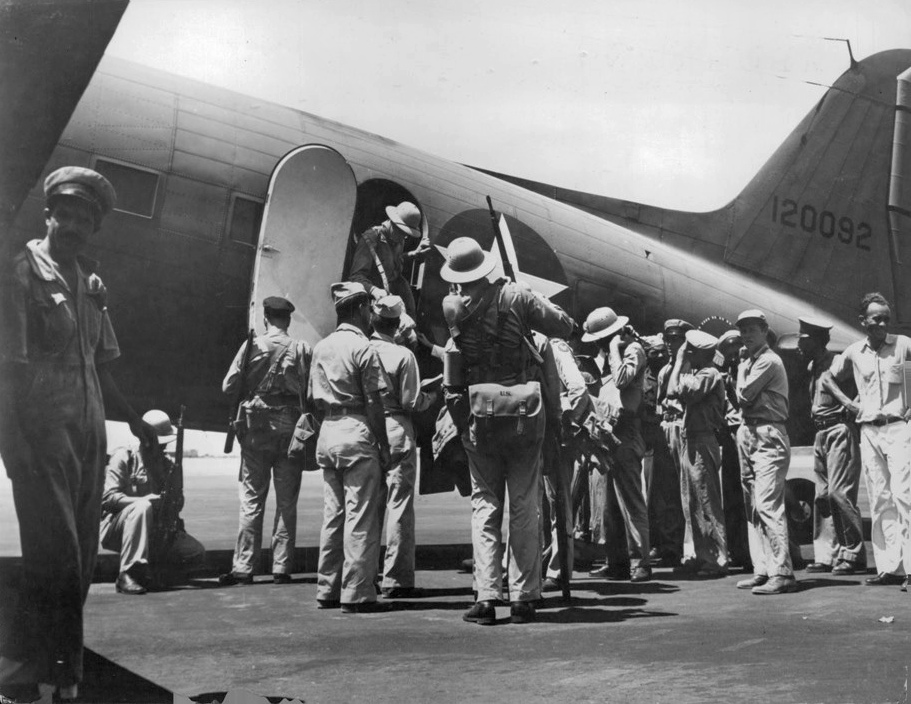
Forças estadunidenses e brasileiras na Base Aérea de Natal.

Com o início da Segunda Guerra Mundial em setembro de 1939 após a invasão a Polônia, muitos países ao redor do mundo começaram a se envolver, entre eles os EUA em 1941 após o ataque a Pearl Harbor, depois da entrada dos norte americanos na guerra, era questão de tempo para que o Brasil entrasse na guerra.
Em 20 de janeiro de 1941, com a intenção de fortalecer a Força Aérea Brasileira, foi fundado o Ministério da Aeronáutica pelo advogado e político Salgado Filho, pelo militar Nero Moura, pelo engenheiro militar Faria Lima e entre outros envolvidos, entre eles o militar Nélson Freire Lavanère-Wanderley. Junto com o Ministério da Aeronáutica foi criado a Força Aérea Nacional que posteriormente se chamaria Força Aérea Brasileira (FAB).
No ano seguinte em 26 de agosto de 1942 o Brasil declarou guerra contra as forças do Eixo após uma série de ataques à navios mercantis e com isso começou uma série de preparos para que o Brasil pudesse entrar na guerra, com isso em 18 de dezembro de 1943 foi feito o decreto n.º 6123 que originou o 1.º Grupo de Aviação de Caça (1.º GAvCa). O Ministro da Aeronáutica Salgado Filho queria escolher Faria Lima como Comandante do grupo, mas Nero Moura argumentou dizendo que se Faria Lima fosse abatido eles perderiam um engenheiro e aviador, já se perdessem ele iriam perder apenas um aviador, então Nero Moura foi nomeado o Comandante do esquadrão, com Nélson Freire Lavanère-Wanderley como Tenente Coronel e Faria Lima como Comandante simbólico pelos seus feitos para criar a FAB, atuando como Oficial de Gabinete do Ministro da Aeronáutica.
Após os líderes do 1.º Grupo de Aviação de Caça ser serem integrados à nova corporação, começou um processo de treinamento para que as forças aéreas fossem bem preparadas para ir à guerra, o Major Nero Moura foi para Orlando negociar acordos com o governo dos Estados Unidos para que começassem os estágios de treinamento da FAB no Panamá e nos Estados Unidos.
O Major Nero Moura começou uma busca por pilotos que fossem especialistas em todas as categorias de voo e que quisessem ser voluntários pelo país na guerra. Entre os novos membros do órgão, foram escolhidos os primeiros suboficiais, 16 oficiais e 16 sargentos. Após a primeira etapa, a segunda agora era que cada sargento e oficial fosse responsável por uma tarefa, como a de seleção dos auxiliares, aos Líderes das Esquadrilhas e a escolha dos pilotos; aos suboficiais, eles foram designados para chefias de manutenção, de suprimento, de armamento, de comunicação, de inteligência e também de serviço médico, depois que a função de cada um foi estabelecida, estava pronto o 1.º Grupo de Aviação de Caça.

### Treinamento no Panamá e EUA

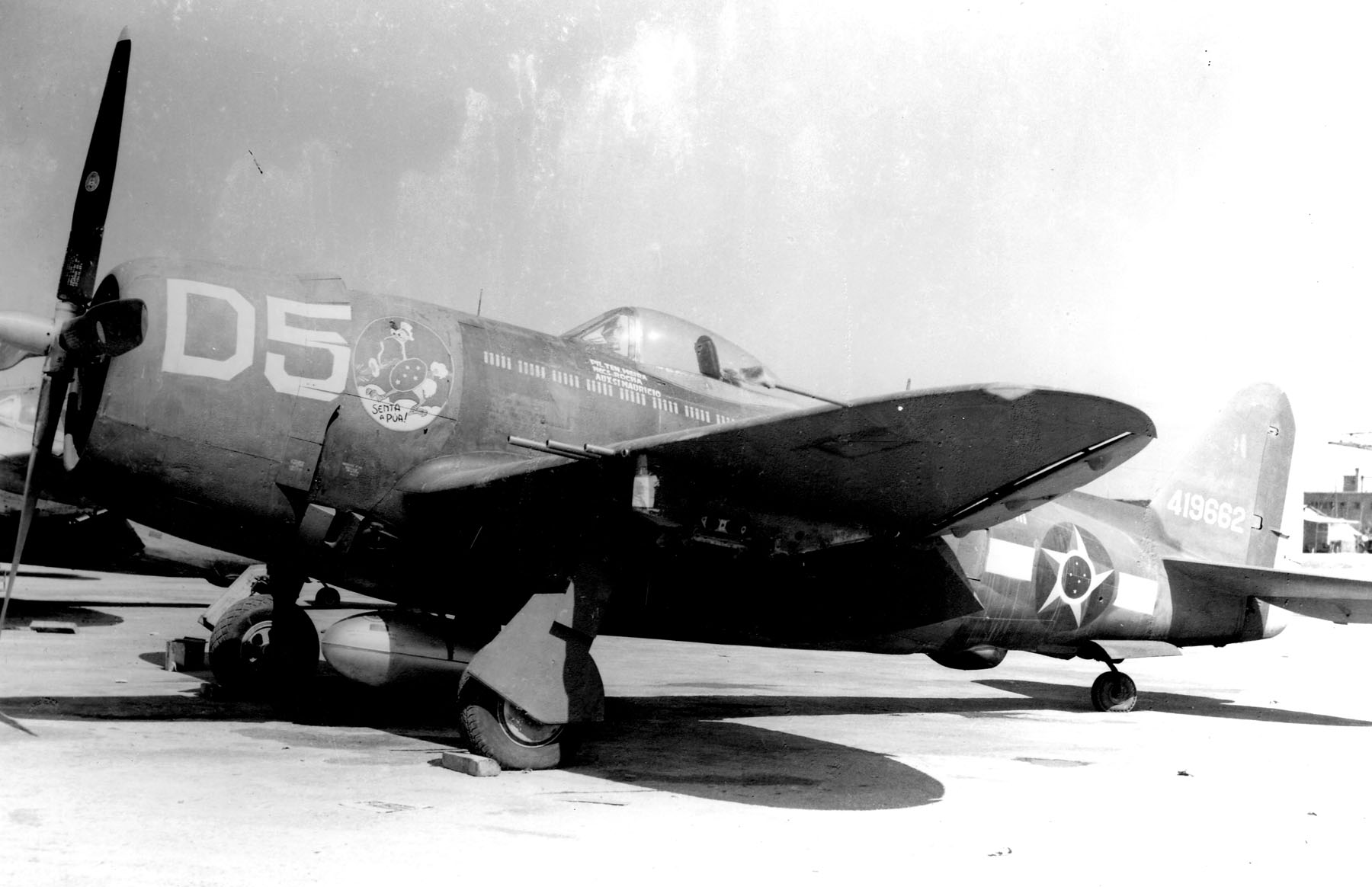
O caça-bombardeiro P-47 foi um avião de fabricação estadunidense, usado por várias Forças Aéreas aliadas durante a Segunda Guerra Mundial.

Em janeiro de 1944 os membros do 1.º Grupo de Aviação de Caça foram para Orlando nos EUA, fazer um período de treinamento de 60 horas utilizando os caças Curtiss P-40 e se adaptar as normas da Força Aérea dos Estados Unidos, na Escola de Tática Aérea. Em Março do mesmo ano após o início dos treinamentos, o grupo seguiu para Aguadulce no Panamá, onde o Comandante Nero Moura foi promovido ao posto de Tenente Coronel; já em abril daquele ano o grupo já havia se aprimorado de tal modo que a unidade passou a operar de modo independente e tomou parte do complexo do Sistema de Defesa Aérea da Zona do Canal do Panamá.
Depois de um longo treinamento, cerca de 110 horas de voo em caças Curtiss P-40 e em programas dedicados para os postos de trabalho no Panamá, o grupo retornou para os Estados Unidos em junho, na Base Aérea de Suffolk, em Nova Iorque, onde eles foram apresentados ao Republic P-47-Thunderbolt, o mais novo caça da Força Aérea dos Estados Unidos até então, lá o grupo realizou um treinamento tão duro quanto o de Aguadulce mas logo após o término do curso os pilotos e os equipamentos de apoio estavam prontos para a ação.
Os pilotos do grupo foram de navio para a Itália e desembarcaram no Porto de Livorno, no dia 6 de outubro de 1944, e estavam prestes a passarem pela prova final, o chamado o batismo de sangue; os aviões utilizados pela FAB na guerra foram pegos do depósito da USAAF.

### Campanha na Itália

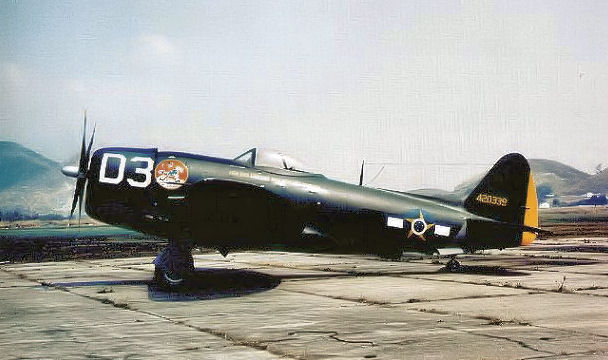
Um avião P-47 usado pela FAB durante a Segunda Guerra Mundial.

Na Campanha da Itália o 1.º Grupo de Aviação de Caça atuou em conjunto com a 1.ª Esquadrilha de Ligação e Observação, grupo esse que pertence à Artilharia Divisionária e que tinha o objetivo de fazer trabalhos de regulação do tiro de artilharia, de observação do campo de batalha e de missões de ligação e que estava integrado à FEB.
Durante a guerra o grupo Jambock recebeu esse nome de identificação na cidade da Tarquinia, ele era dividido entre 4 esquadrões que eram identificados por uma letra e um número, os grupos eram o esquadrão vermelho (identificado pela letra A), o esquadrão amarelo (identificado pela letra B), o esquadrão azul (identificado pela letra C) e o esquadrão verde (identificado pela letra D); em fevereiro de de 1945 o esquadrão amarelo deixou de existir por conta do baixo número de pilotos pertencente ao grupo, já que dos 11 pilotos do esquadrão, 6 foram mortos ou feridos, os outros membros restantes incorporaram os outros esquadrões.

Após as missões no Teatro do Mediterrâneo, as forças nazifascistas recuaram para uma região conhecida como Linha Gótica, lá foi determinado pelas forças aliadas que houvesse uma ofensiva contra os inimigos chamada de Ofensiva da Primavera, houve uma reunião com os líderes de cada esquadrão organizado pelo Comandante americano Nielsen, líder do 350.º Grupo de Caças da 62.ª Ala da 12.ª Força Aérea do Exército Americano, do qual o 1.º GAvCa era subordinado, onde foi dito que entre os dias 6 e 29 de abril os esquadrões deveriam realizar um esforço diário máximo de 44 surtidas contra as forças inimigas, onde diversos ataques ofensivos contra o Eixo foram realizadas.

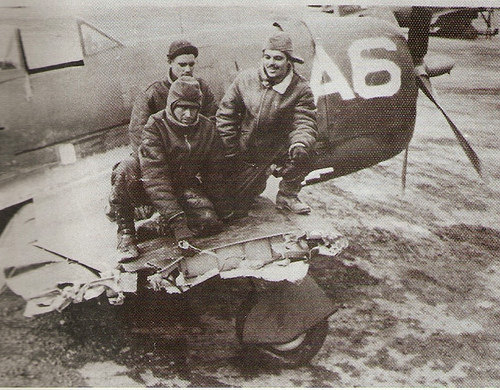
Caça da Força Aérea Brasileira danificado pelas forças alemãs.

Ao longo da campanha da Itália, os pilotos do 1.º GAvCa fizeram diversos ataques contra refinarias, arsenais, pontes ferroviárias, transportes ferroviários, edifícios que serviam como bases pelos inimigos, usinas e depósitos, além de ataques contra alojamentos, veículos brindados e participando em conjunto com a Força Expedicionária Brasileira em batalhas como a Batalha do Monte Castello e entre outras batalhas, sempre com o objetivo de abrir caminho para que as tropas aliadas pudessem avançar rumo à vitória eminente que se estava tendo na campanha da Itália.
Muitos pilotos foram abatidos em meio aos ataques contra as forças alemãs, sendo que muitos dos pilotos que foram capturados foram aprisionados no Campo de Concentração de Nuremberga, na Alemanha e que posteriormente foram resgatados pelas tropas aliadas; a cada passo dado pelos aliados rumo a vitória sobre os alemãs e italianos, os prisioneiros eram evacuados dos campos e levados para outros mais distantes, como o Campo de Concentração de Moosburg, os prisioneiros desse campo só foram resgatados ao final da guerra, quando os soldados liderados pelo General George S. Patton chegou na cidade e resgatou os prisioneiros, entre eles, os pilotos e soldados brasileiros.
O 1.º GAvCa teve dezesseis aviões abatidos, perdendo cinco de seus aviadores em combate e outros três em acidentes; entre novembro de 1944 e abril de 1945 o grupo realizou apenas 5% de seu percurso previsto, mas não o completou por conta do término da guerra, mesmo assim o grupo foi responsável pela destruição de 85% dos depósitos de munição, 36% dos depósitos de combustível, e 15% dos veículos motorizados inimigos em toda a sua campanha de apenas 7 meses, superando as expectativas tanto de seus aliados quanto de seus inimigos, por conta de seu desempenho recebeu a honrosa citação do congresso dos Estados Unidos.

### Ópera do Danilo
Algo que marcou a participação do 1.º GAvCa na guerra foi a história do Tenente Danilo Moura, irmão mais novo do Comandante Nero Moura, o ocorrido aconteceu em 4 de fevereiro de 1945, após ter sua aeronave abatida pela artilharia antiaérea nazifascista na Itália, saltou de paraquedas de sua aeronave e sobreviveu, ele foi auxiliado por um grupo de partisans italianos que trataram dele, após se recuperar, o Tenente fez uma jornada de 386 quilômetros de caminhada durante 24 dias para retornar à sua base. Nesse trajeto ele teve que passar despercebido pelas bases nazifascistas, contando com a ajuda da população italiana, ele conseguiu chegar até a base aliada em Pisa, ele estava 19 quilos mais magro, lá ele se recuperou, mas teve que retornar para casa. Sua história de sobrevivência deu origem à Ópera do Danilo, um evento que todo ano é encenado e homenageado no Dia da Aviação de Caça, em 22 de abril, data em que o 1.º GAvCa chegou ao auge de suas atuações, tendo realizado 44 surtidas, distribuídas em 11 missões.

#### Casos semelhantes
O Capitão Joel Miranda, também foi abatido na missão do dia 4 de fevereiro em Castelfranco Veneto, na tentativa de atacar uma ponte ferroviária, na mesma missão de Danilo, além dos dois outro piloto americano foi abatido, mas seu paradeiro é desconhecido. Miranda foi atingido e seu avião começou a pegar fogo, isso o obrigou a saltar de paraquedas, mas quando foi saltar seu fone ficou preso nele e foi caindo junto ao seu avião, após se soltar a poucos metros do chão o capitão abriu o paraquedas, mas atingiu o chão, e quebrou seu braço. Ele se levantou em busca de ajuda e fugindo das tropas alemãs que estavam a procura dos pilotos, ele encontrou um garoto que o levou para a casa, onde pai do garoto o levou até um soldado sul-africano do 8.º Exército Britânico chamado Steve Grove. O soldado e o Capitão Joel Miranda se tornaram amigos e Steve levou Joel disfarçado para um médico italiano de um hospital de Camposampiero, que era controlado pelos alemães. O Capitão Joel, se juntou à um grupo de partisans italianos, ao qual Steve fazia parte, onde eles participaram de guerrilhas contra as forças alemãs durante alguns dias, até que em certo ponto Steve Grove foi capturado e morto por um oficial da SS. Após vários ocorridos de resistência ele foi levado pelos partisans, após o término da guerra, de volta para a base onde o Capitão foi para o Serviço Secreto Inglês assinar um documento falando que não divulgaria nomes e nem datas de todas as pessoas que o ajudaram.

### Fim da Guerra
No dia 28 de abril de 1945 a Resistência Italiana capturou e executou o líder fascista Benito Mussolini e outros membros do governo italiano, no dia seguinte foi assinado a rendição por parte da Itália, no mesmo dia as forças armadas do Brasil capturaram um regimento inteiro alemão, a 148.º Divisão de Infantaria; no dia 30 de abril o líder alemão Adolf Hitler se suicidou, no dia 2 de maio a Alemanha Nazista se rendia às forças Aliadas, trazendo o fim da Segunda Guerra Mundial na Europa. Muitos pilotos se recordam desse dia, pois eles estavam em uma missão de ataque e pouco antes de atacar foi avisado no rádio que a guerra havia chegado ao fim e que não era mais necessário atacar. O Tenente Alberto Martins Torres relembra: 
"Estávamos em uma missão, até que recebemos o controle do radar transmitiu solenemente... "Attention, all units... attention, all units... don't attack, don't attack. The war is over. Fly back to your bases, immediatly." (Em português: Atenção todas as esquadrilhas, atenção todas as esquadrilhas, não ataquem, não ataquem, a guerra acabou, retornem para suas bases imediatamente). Nesse momento eu senti um arrepio e comecei a pensar nos meus pais, nos pais dos (pilotos) que haviam morrido... enfim, foi um aglomerado emocional indescritível, e como eu sempre digo, essa foi a missão que mais me comoveu, foi minha última missão, e eu não ataquei, a guerra havia acabado e nós não iríamos mais perder nenhum companheiro."- Tenente Alberto Torres (no documentário Senta a Pua! de 1999).

### Retorno ao ao Brasil
Após a rendição da Itália e Alemanha na guerra, o grupo já havia cumprido seu papel e já não tinha mais porquê continuar lutando, então em junho de 1945, todos os 26 P-47D que usados pelo 1.º Grupo de Aviação de Caça foram levados até Capodichino, em encontro com a Forças Aéreas do Exército dos Estados Unidos no Teatro de Operações do Mediterrâneo, onde eles foram desmontados e enviados para Nápoles, onde seriam embarcados no navio USS W. S. Jennings que os levariam para o Brasil. Todos os aviadores e membros da Força Expedicionária Brasileira foram transportados de volta para o Brasil no navio americano USS General M. C. Meigs.

Chegada de aviadores da Força Aérea Brasileira, 1945. Arquivo Nacional.

Para a travessia entre o Brasil e os EUA, foram primeiramente enviados os pilotos que foram mortos em combate e os que foram resgatados do campo de prisioneiros inimigos, eles foram mandados em ordem decrescente dos pilotos com maior número de missões. Um grupo de 19 oficias saíram de Pisa para Nova Iorque para receber as novas aeronaves novas para a FAB. De Nova Iorque os oficias viajaram para a capital americana Washington de trem e lá chegando foram recepcionados pela Força Aérea dos Estados Unidos no Shoreham Hotel e mais tarde pelos generais Ira C. Eaker e Hoyt Sanford Vandenberg no Pentágono.
Em 16 de julho de 1945 os primeiros pilotos do 1.º Grupo de Aviação de Caça pousavam no Campo dos Afonsos chegando da guerra, com eles os acompanhavam os novos Thunderbolt da FAB que vieram escoltados por um Douglas C-47. Nesse último vieram o Segundo Tenente Marcos Eduardo Coelho de Magalhães e o Primeiro Tenente Roberto Brandini, que estavam se recuperando dos ferimentos de guerra. O navio USS General M. C. Meigs, que transportava o restante dos pilotos da FAB e os soldados da FEB chegou ao Rio de Janeiro em 18 de julho de 1945.
Os heróis da FAB foram recebidos pelo presidente Getúlio Vargas, que junto com o alto comando da FAB, condecoraram os heróis nacionais pelos seus feitos na Segunda Guerra Mundial.
Os pilotos que trouxeram os novos caças se juntaram ao resto do grupo e com as tropas da FEB e 1.ª ELO para um desfile popular que tinha o destino da Praça Mauá, esse evento ficou conhecido como a "Parada da Vitória". Os membros do 1.º Grupo de Aviação de Caça estavam em viaturas abertas e logo atrás deles as tropas de infantaria da FEB, celebrando a vitória brasileira e o retorno dos heróis da Segunda Guerra Mundial.

### Reconhecimento pós-guerra
No ano de 1986 os feitos do 1.º Grupo de Aviação de Caça na Campanha da Itália foram reconhecidos mais uma vez, o 1.º GAvCa se tornou a terceira unidade que não pertence às Forças Armadas dos Estados Unidos a receber a Citação Presidencial de Unidade, em pedido do governo estadunidense por conta dos importantes avanços do grupo de caça brasileiro na Campanha da Itália; além da unidade brasileira, só outras duas unidades estrangeiras receberam tal honra, ambas da Real Força Aérea Australiana.

### Ao longo dos anos

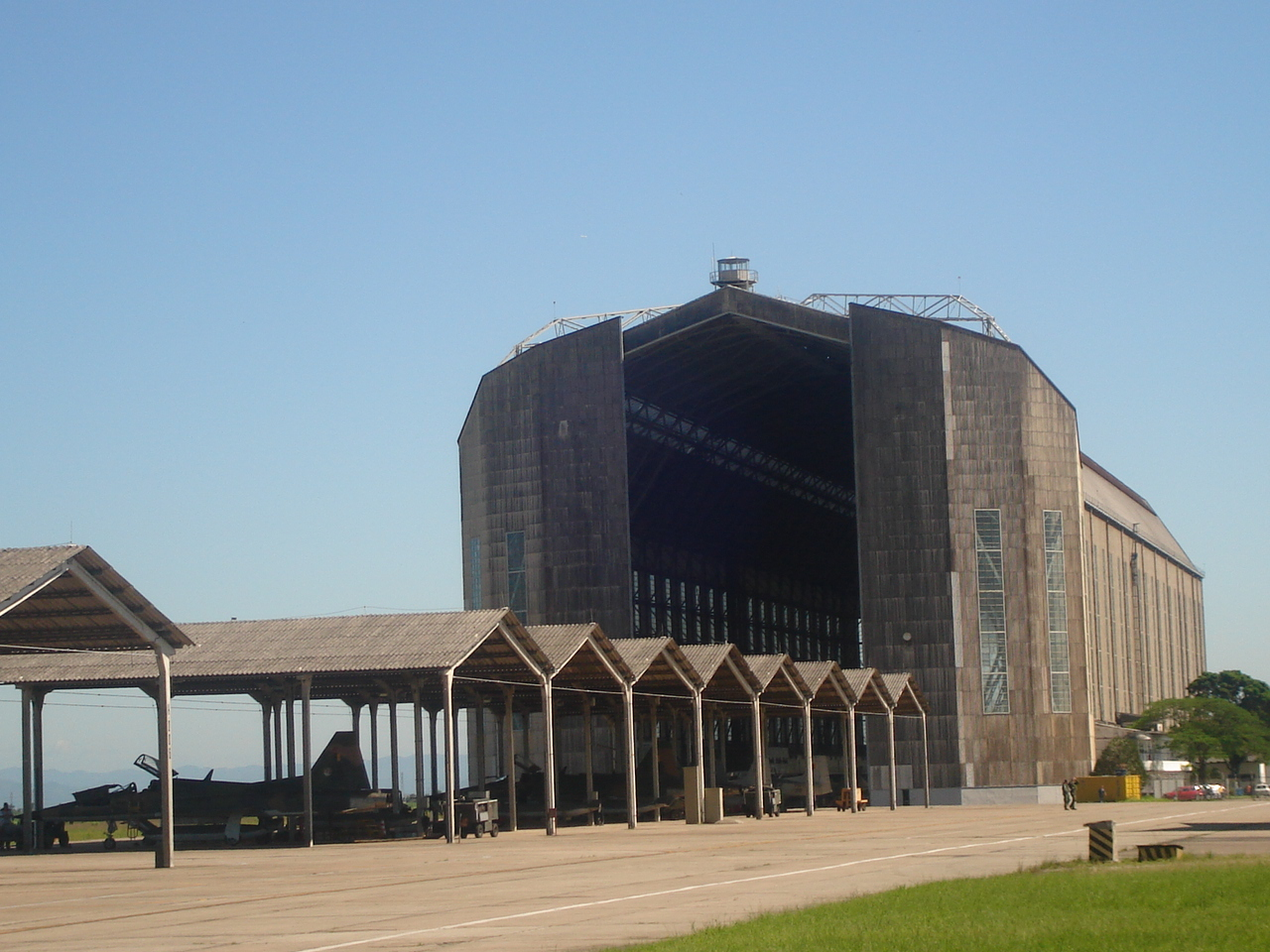
Hangar da Base Aérea de Santa Cruz.

A base desde então do 1.º Grupo de Aviação de Caça é a Base Aérea de Santa Cruz que se localizam no Rio de Janeiro em um antigo Hangar de Zeppelin, o grupo é composto por dois esquadrões, os Jambock do 1.º Esquadrão do 1.º Grupo de Aviação de Caça seguem o lema ‘’Senta a Púa!’’ e os Pif-paf do 2.º Esquadrão do 1.º Grupo de Aviação de Caça seguem o lema ‘’Rompe Mato!’’; além disso a base abriga outras unidades o 1.º e 2.º esquadrão do 1.º e 16.º Grupo de Aviação, o 4.º e 7.º Grupo de Aviação e a 2.ª Esquadrilha de Ligação e Observação.

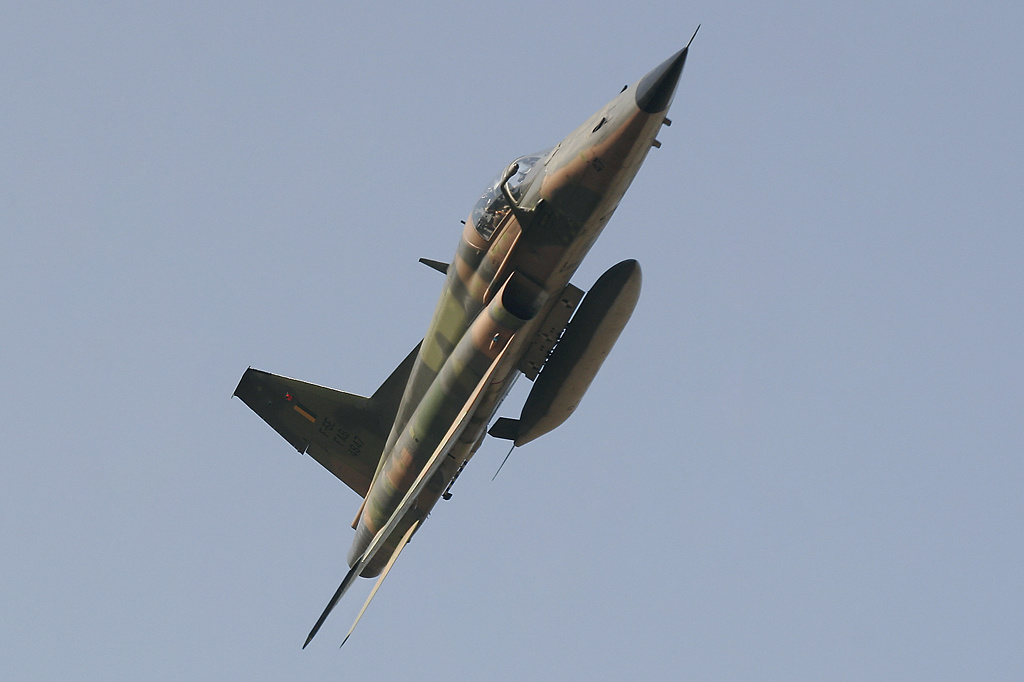
Um caça modelo Northrop F-5E Tiger II do 1.º Grupo de Aviação de Caça.

Em 1953, o 1.º GAvCa começou a operar jatos de combate Gloster F-8 Meteor que foram utilizados até 1968, quando foram substituídos pelos Lockheed TF-33A T-Bird, que mais uma vez foram operadas até até 1972, quando começaram a utilizar a aeronave nacional Embraer AT-26 Xavante; em 1975 a unidade utilizava também os caças Northrop F-5B Freedom Fighter e F-5E Tiger II. Nessa época houve uma mudança na camuflagem para o padrão atual, onde as insígnias do 1.º esquadrão (Jambock) e o 2.º Esquadrão (Pif-paf) foram adicionadas no lado direito do estabilizador vertical, com a insígnia do 1.º GAvC sendo utilizada no lado esquerdo de todas as aeronaves. Suas aeronaves, os Tiger II, foram modernizados através de um programa de revitalização desenvolvido pela Embraer para a FAB, que ampliou muito a vida útil destas aeronaves. Os Northrop/Embraer F-5EM e F-5FM Tiger II são as atuais aeronaves utilizadas pelo 1.º Grupo de Aviação de Caça.
A partir de 2021 o 1.º GAvC começará à operar os aviões F-39 Gripen, começando depois do segundo semestre do ano.

## Sumário estatístico durante a Segunda Guerra Mundial
| Total de missões executadas                  | 445       |
| Total de saídas ofensivas                    | 2 546     |
| Total de saídas defensivas                   | 4         |
| Total de horas de voo em operações de guerra | 5 465     |
| Total de horas de voo realizadas             | 6 144     |
| Total de bombas lançadas                     | 4 442     |
| Bombas incendiárias (FTI)                    | 166       |
| Bombas de fragmentação (260 lb)              | 16        |
| Bombas de fragmentação (90 lb)               | 72        |
| Bombas de demolição (1000 lb)                | 8         |
| Bombas de demolição (500 lb)                 | 4 180     |
| Total aproximado de tonelagem de bombas      | 1 010     |
| Total de munição calibre 50                  | 1 180 200 |
| Total de foguetes lançados                   | 850       |
| Total de litros de gasolina consumida        | 4 058 651 |

|                                          | Destruídos | Danificados |
| ---------------------------------------- | ---------- | ----------- |
| Aviões                                   | 2          | 9           |
| Locomotivas                              | 13         | 92          |
| Transportes motorizados                  | 1 304      | 686         |
| Vagões e carros tanques                  | 250        | 835         |
| Carros blindados                         | 8          | 13          |
| Viaturas de tração animal                | 79         | 19          |
| Pontes de estradas de ferro e de rodagem | 25         | 51          |
| Pontes em estradas de ferro e de rodagem | 412        | –           |
| Plataformas de triagem                   | 3          | –           |
| Edifícios ocupados pelo inimigo          | 144        | 94          |
| Acampamentos                             | 1          | 4           |
| Postos de comando                        | 2          | 2           |
| Posições de artilharia                   | 85         | 15          |
| Alojamentos                              | 3          | 8           |
| Fábricas                                 | 6          | 5           |
| Instalações diversas                     | 125        | 54          |
| Usinas elétricas                         | 5          | 4           |
| Depósitos de combustível e munição       | 31         | 15          |
| Depósitos de material                    | 11         | 1           |
| Refinarias                               | 3          | 2           |
| Estações de radar                        | –          | 2           |
| Embarcações                              | 19         | 52          |
| Navios                                   | –          | 1           |

## História por trás do grupo

### Senta a Púa!
Senta a Púa era uma expressão popular nordestina que significava: 'espetar ou cutucar com uma haste ou espora', era utilizado para apressar o animal usado como montaria para que ele andasse mais rápido, algo como "depressa", "vamos embora", "em frente". Relatos de membros do grupo apontam que a expressão era muito utilizada pelo Tenente Firmino Ayres de Araújo, e que foi popularizado dentro do grupo pelo Tenente Rui Moreira Lima, o grito de guerra se tornou tão popular que foi introduzido no emblema do grupo. A expressão se tornou semelhantemente ao "Tally-ho" britânico ou ao "À la chasse" francês, o grito "Senta a púa", antes do uso militar, era expressão cotidiana.

### Adelphi
Antes da criação da Força Aérea Brasileira alguns militares, que futuramente se tornariam pilotos do 1.º GAvCa, estavam indo para Fortaleza de trem e em meio a monotonia da viagem a cada parada alguns militares roubavam pratos e talheres dos restaurantes em que almoçavam, após juntarem vários pratos, o balanço do trem fazia os pratos e talheres fazerem barulho onde um dos militares falou Adelphi, (em referência ao comercial da marca de cigarros Adelphi que era popular em 1940), essa brincadeira entre amigos mais tarde se tornaria a saudação de guerra dos membros do grupo de aviação.

### Jambock
Jambock foi o apelido dado pelo 350th FG, ao qual o esquadrão brasileiro era subordinado, essa palavra significava chicote e era um chicote utilizado para castigar os escravos, ele era geralmente feito de couro de rinoceronte. Esse chicote se chamava originalmente sambok e era feito de madeira, usado para castigar os escravos na Indonésia, com o passar dos anos ele começou a ser utilizado na Malásia e África do Sul, neste ultimo ele passou a ser feito de pele de rinoceronte, já nesse país a grafia mudou, pois foi traduzido para o afrikaan e os ingleses passaram a chamar sjambok. Esse instrumento se tornou um símbolo do Apartheid, já que era muito utilizado para controlar tumultos.

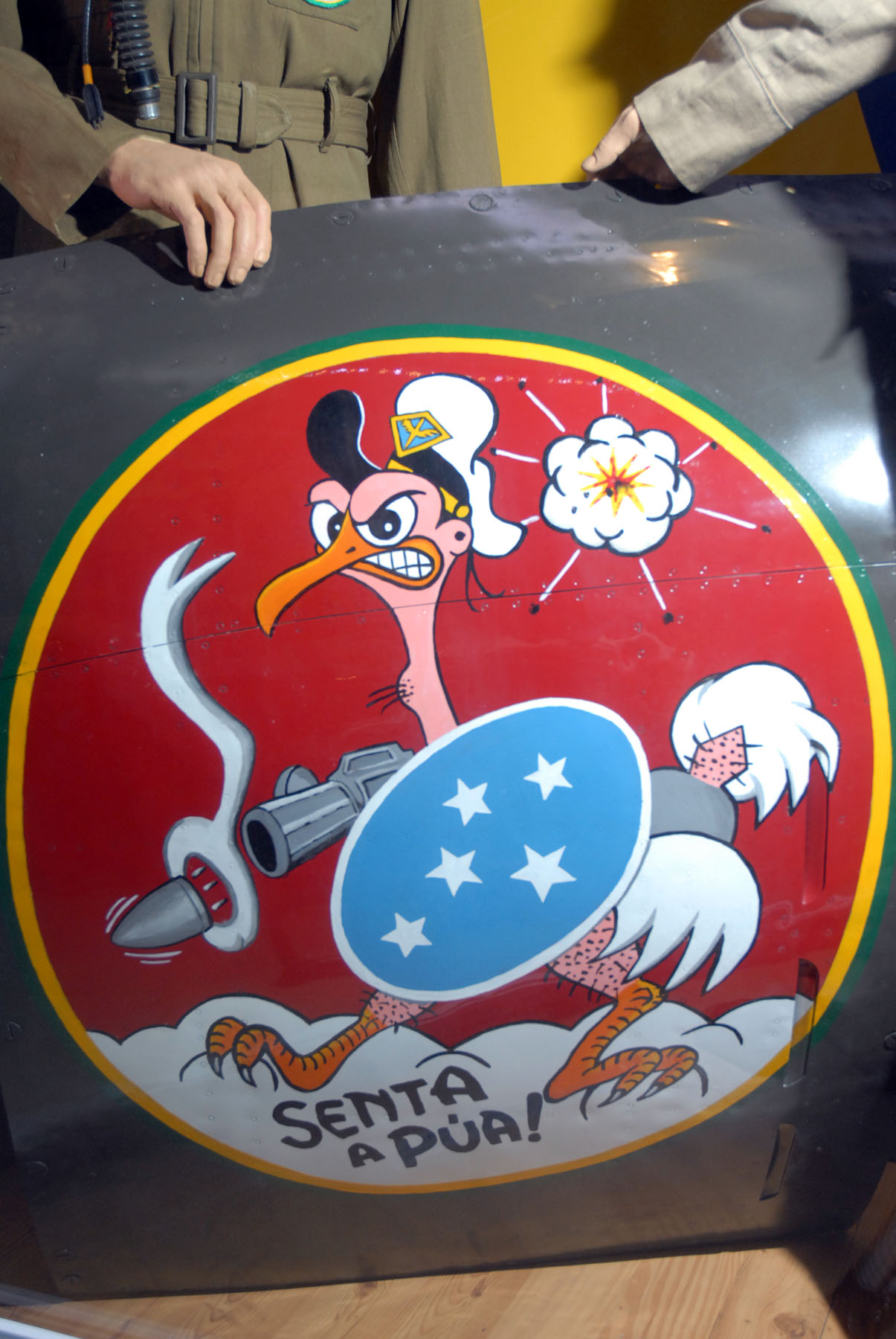
O símbolo Senta a Púa! exposto no Museu Nacional da Força Aérea dos Estados Unidos.

### Simbologia
O emblemático símbolo do grupo foi criado pelo Capitão Fortunato Câmara de Oliveira no translado dos pilotos brasileiros dos Estados Unidos para a Itália a bordo do navio UST Colombie. O capitão criou o emblema pelos militares brasileiros comerem qualquer coisa no almoço durante a viagem, isso aconteceu por conta da maioria dos brasileiros não falarem inglês e sempre comerem a mesma coisa que os intérpretes.
Significado dos componentes do emblema:
- Faixa externa verde-amarela - o Brasil
- Avestruz - velocidade e maneabilidade do avião de caça e o estômago dos pilotos, que aguentavam qualquer comida (referência à comida estrangeira norte-americana).
- Quepe do avestruz - piloto da Força Aérea Brasileira
- Escudo - a robustez do avião P-47 Thunderbolt e proteção ao piloto
- Fundo azul e estrelas - o céu do Brasil com o Cruzeiro do Sul
- Revólver - poder de fogo do avião P-47 Thunderbolt
- Nuvem - o espaço aéreo, ou o "chão do aviador"
- Fundo vermelho - o céu de guerra, hostil
- Estilhaços de um Flak - a artilharia antiaérea inimiga, cada vez mais severa (adicionado posteriormente).

## Membros notáveis
- Nero Moura - Comandante e fundador do 1.º Grupo de Aviação de Caça e patrono da aviação de caça no Brasil;
- Nélson Freire Lavanère-Wanderley - Tenente Coronel do 1.º Grupo de Aviação de Caça e patrono do Correio Aéreo Nacional;
- José Vicente Faria Lima - Membro fundador do 1.º Grupo de Aviação de Caça;
- Joaquim Pedro Salgado Filho - Primeiro Ministro da Aeronáutica e membro fundador do 1.º Grupo de Aviação de Caça;
- Danilo Marques Moura - Segundo Tenente cujo sua história de sobrevivente na Segunda Guerra deu origem à "Ópera do Danilo", celebrando todos os anos no Dia da Aviação de Caça;
- Alberto Martins Torres - Segundo Tenente responsável por incríveis feitos na Batalha do Atlântico Sul;
- Rui Moreira Lima - Segundo Tenente responsável pela criação do lema usado pelo 1.º GAvCa, o "Senta a Púa!";
- Fortunato Câmara de Oliveira - Capitão responsável pela criação do emblema usado pelo 1.º GAvCa;
- Roberto Pessoa Ramos - Coronel e herói da Segunda Guerra Mundial;
- Joel Miranda - Capitão e líder da esquadrilha amarela, foi sobrevivente após ser abatido em missão e combatente ao lado dos partisans enquanto estava "desaparecido".
- José Rebelo Meira de Vasconcelos - Major Brigadeiro do Ar e herói da Segunda Guerra Mundial na Campanha da Itália.
- João Milton Prates, herói da Segunda Guerra Mundial na Campanha da Itália.